# Centerville (Missouri)
Centerville település az Amerikai Egyesült Államok Missouri államában, Reynolds megyében, melynek megyeszékhelye is. Lakosainak száma 167 fő (2020. április 1.).

## Népesség
A település népességének változása:

| 2010 | 191 |
| 2020 | 167 |